# Gonepteryx burmensis
Gonepteryx burmensis är en fjärilsart som beskrevs av Robert Christopher Tytler 1926. Gonepteryx burmensis ingår i släktet Gonepteryx och familjen vitfjärilar. Inga underarter finns listade i Catalogue of Life.